# آيفكست

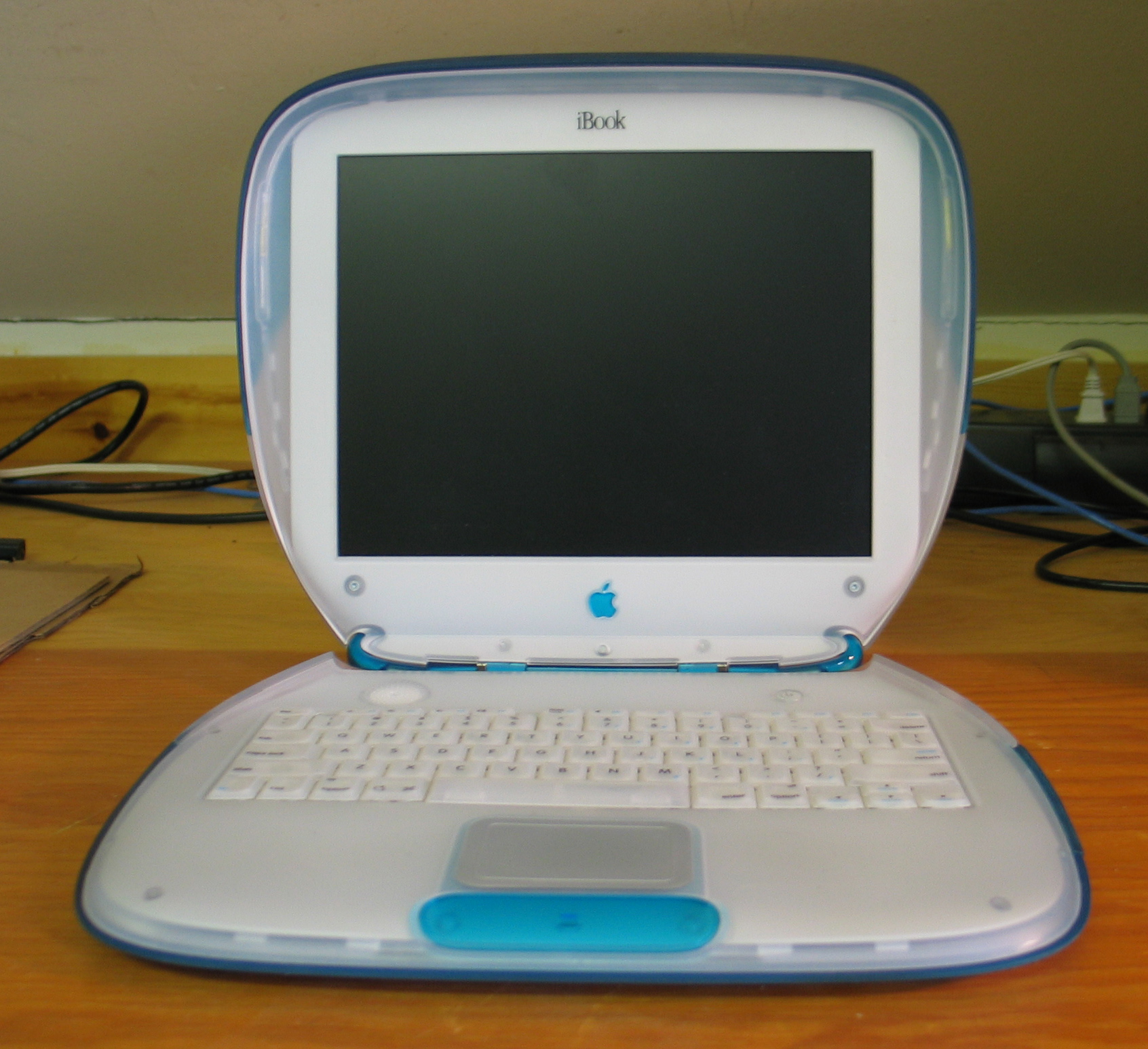
الحاسوب محمول الذي كان السبب في انشاء الشركة لعدم توفر دليل إصلاح الخاص به

آيفكست (بالإنجليزية: iFixit)‏ هي شركة خاصة مقرها في سان لويس أوبيسبو بولاية كاليفورنيا. قام كايل وينز بتأسيس الشركة في عام 2003 وذلك بسبب عدم تمكنه العثور على دليل إصلاح لحاسوبه محمول أثناء لتحاقه في جامعة ولاية كاليفورنيا للفنون التطبيقية. يعتبر نشاط الشركة هو بيع قطع الغيار ونشر طريقة إصلاح الاجهزة بشكل مجاني على الإنترنت. أيضًا تقوم الشركة بتفكيك الأجهزة الاستهلاكية وعرض جميع القطع على الموقع.

## وصلات خارجية
- الموقع الرسمي